# فلیپه ستر
فلیپه ستر (اسپانیایی: Felipe Zetter‎; ۳ ژوئیهٔ ۱۹۲۳ – ۱۵ مارس ۲۰۱۳) بازیکن فوتبال اهل مکزیک بود.
از باشگاه‌هایی که در آن بازی کرده‌است می‌توان به باشگاه فوتبال اطلس اشاره کرد.
وی همچنین در تیم ملی فوتبال مکزیک بازی کرده‌است.